# Вольва (мікологія)

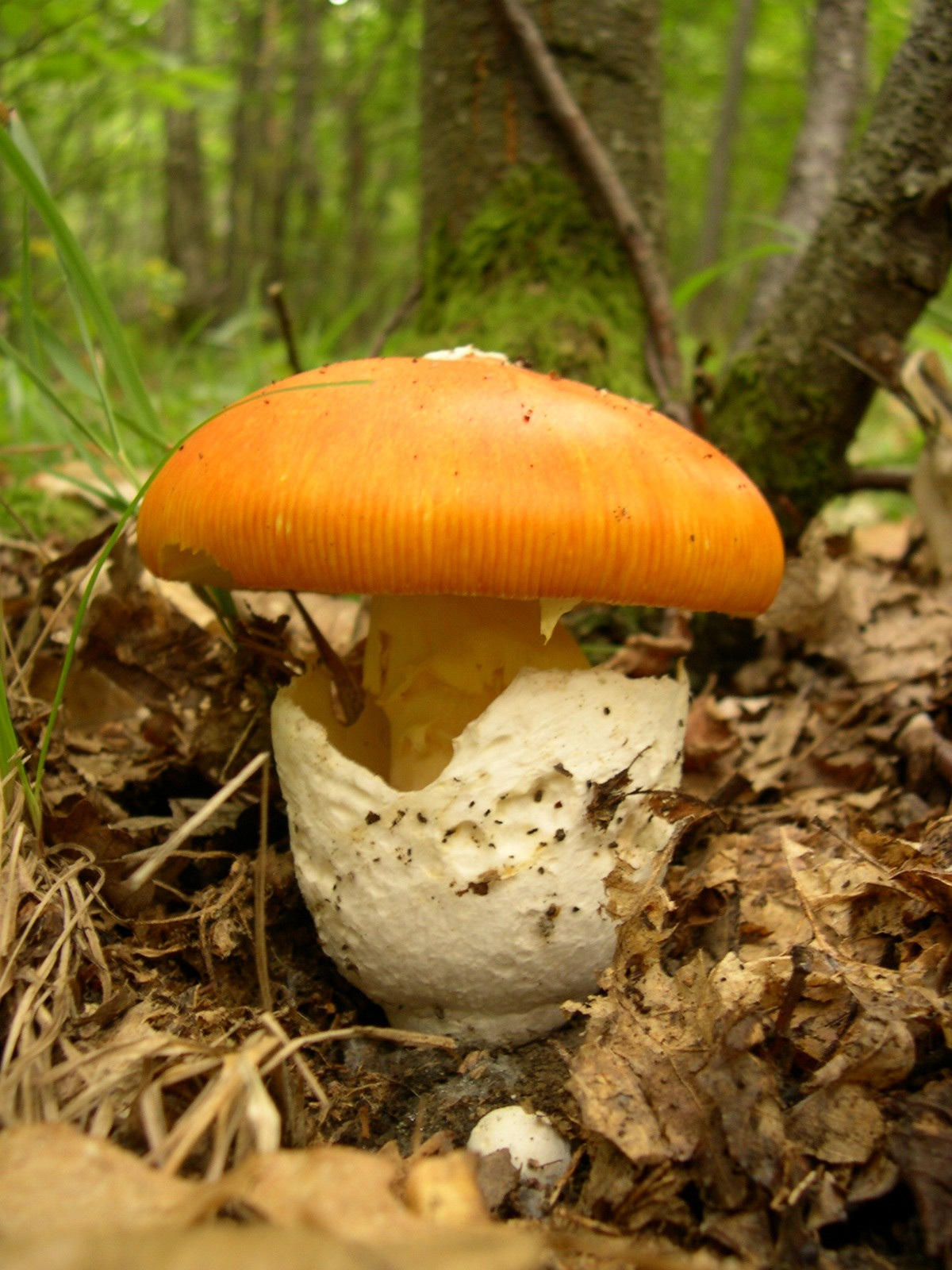
Добре виражена вольва в Amanita caesarea

Во́льва (лат. volva, дос. «обгортка», пор. «вульва»), також піхва — чашоподібне утворення в основі плодового тіла гастероміцетів, являє собою залишок велума (покривала) або перидію. Грає важливу роль для ідентифікації грибів, допомагає з їх класифікацією або виявленням отруйних, наприклад, вольва часто є ознакою родини Мухоморові.
Вольва часто повністю чи частково прихована в ґрунті, тому виймати гриб для ідентифікації слід з обережністю, до фатальної помилки може призвести виривання ніжки гриба або її зрізання.